# 북두칠성기

오늘날의 북두칠성기

1914년에서 부활절 봉기 즈음까지 사용된 북두칠성기

북두칠성기(아일랜드어: An Camchéachta 안 캄케크타, 영어: Starry Plough banner)는 원래 사회주의 계열 아일랜드 독립운동 단체인 아일랜드 시민군(ICA)의 상징이었다. 아일랜드 시민군 공동 창설자인 제임스 코널리는 이 기의 의미가 쟁기에서 별들까지 자신의 운명을 스스로 개척하는 자유 아일랜드를 상징한다고 말했다.
북두칠성기는 1914년 처음 만들어져서 1916년 부활절 봉기 때 ICA에 의해 사용되었다. 기에 수놓아진 큰곰자리의 북두칠성은 아일랜드와 브리튼에서 "쟁기(Plough)"라고 불리며, 북반구 하늘에서 1년 내내 보이는 뚜렷한 별무리이다.
알래스카 주의 기와 유사하지만 아일랜드의 북두칠성기 쪽이 수십 년 더 앞선다.
원래 북두칠성기는 녹색 바탕에 쟁기가 그려지고 쟁기 위에 은색 별이 놓인 형태였지만, 1930년대에 오늘날의 청색 바탕에 흰 별로 바뀌었다. 이 청천백북두기는 아일랜드 노동운동의 상징으로, 아일랜드 노동당은 1991년 장미를 공식 엠블렘으로 채택한 뒤에도 북두칠성기를 함께 사용하고 있다. 북아일랜드의 아일랜드 공화주의자들(PIRA, OIRA, CIRA, INLA 등) 역시 북두칠성기를 아이리시 삼색기, 욱광기, 적기와 함께 상징물로 사용하고 있다.

## 같이 보기
- 알래스카주의 기